# Dicranum linzianum
Dicranum linzianum là một loài rêu trong họ Dicranaceae. Loài này được C. Gao mô tả khoa học đầu tiên năm 1979.